# Quiñonería
Quiñonería település Spanyolországban, Soria tartományban. Quiñonería Torrubia de Soria, Reznos, Carabantes, Deza és Almazul községekkel határos. Lakosainak száma 10 fő (2024).

## Népesség
A település népessége az elmúlt években az alábbi módon változott:
| Lakosok száma | 15   | 14   | 26   | 14   | 12   | 8    | 9    | 9    | 10   | 10   |
|               | 2001 | 2004 | 2007 | 2009 | 2012 | 2014 | 2017 | 2019 | 2022 | 2024 |